# Appuntamento al buio (film 2006)
Appuntamento al buio (Blind Dating) è un film commedia romantica del 2006, diretto da James Keach e interpretato da Chris Pine.
In Italia il film è disponibile in DVD dal 17 gennaio 2008.

## Trama
Danny, un ragazzo di origini italiane, è cieco dalla nascita, ma non ha mai accettato la sua situazione, cercando di comportarsi come i suoi coetanei e riuscendo anche a giocare a basket. Mentre valuta la possibilità di farsi impiantare un sistema che potrebbe permettergli di acquisire un minimo di vista, il fratello Larry cerca di combinargli degli appuntamenti per rimediare al fatto che, con la sua timidezza, non ha mai avuto una ragazza. Durante i fallimentari tentativi di Larry, Danny incontra Leeza, l'infermiera che lavora nello studio oculistico dove Danny dovrebbe fare l'intervento. I due ragazzi cominciano a frequentarsi e sembrano fatti l'uno per l'altra, ma Leeza è promessa sposa in un matrimonio combinato. Danny farà di tutto per rimanere assieme a Leeza.

## Curiosità
Durante i titoli di coda, nella versione italiana, la canzone Suddenly I See della cantante scozzese KT Tunstall è stata sostituita da Splendida degli Sugarfree.

## Taglinedel film
- "L'amore è cieco? Dipende dai punti di vista!":